# Теорема Больцано — Вейерштрасса
Теорема Больцано — Вейерштрасса (лемма Больцано — Вейерштрасса о предельной точке) — утверждение анализа, одна из формулировок которого гласит: из всякой ограниченной последовательности точек пространства {\displaystyle \mathbb {R} ^{n}} можно выделить сходящуюся подпоследовательность; существует ряд эквивалентных и более общих формулировок. Утверждение (особенно для случая числовой последовательности — {\displaystyle n=1}) входит в каждый базовый курс анализа; оно используется при доказательстве многих предложений анализа, например, теоремы о достижении непрерывной на отрезке функцией своих точных верхней и нижней граней.
Названа по именам чешского математика Больцано и немецкого математика Вейерштрасса, которые независимо друг от друга её сформулировали и доказали.

## Формулировки
Известно несколько формулировок теоремы.

### Первая формулировка
Из последовательности точек пространства {\displaystyle \mathbb {R} ^{n}}:
{\displaystyle x_{1},x_{2},\ldots }
если она ограничена, то есть:
{\displaystyle \|x_{k}\|\leqslant C,\;k=1,2,\ldots }
(где {\displaystyle C>0} — некоторое число), можно выделить подпоследовательность:
{\displaystyle x_{k_{1}},x_{k_{2}},\ldots },
которая сходится к некоторой точке пространства {\displaystyle \mathbb {R} ^{n}}.
Теорему Больцано — Вейерштрасса в такой формулировке иногда называют принципом компактности ограниченной последовательности.

### Расширенный вариант первой формулировки
Нередко теорему Больцано — Вейерштрасса дополняют следующим предложением: если последовательность точек пространства {\displaystyle \mathbb {R} ^{n}} неограничена, то из неё можно выделить подпоследовательность, имеющую предел {\displaystyle \infty }.
Для случая {\displaystyle n=1} эту формулировку можно уточнить: из любой неограниченной числовой последовательности можно выделить подпоследовательность, имеющую пределом бесконечность определённого знака ({\displaystyle +\infty } или {\displaystyle -\infty }). Таким образом, всякая числовая последовательность содержит подпоследовательность, имеющую предел в расширенном множестве действительных чисел {\displaystyle {\overline {\mathbb {R} }}}.

### Вторая формулировка
Альтернативная формулировка: всякое ограниченное бесконечное подмножество {\displaystyle E} пространства {\displaystyle \mathbb {R} ^{n}} имеет по крайней мере одну предельную точку в {\displaystyle \mathbb {R} ^{n}}.
Это означает, что существует точка {\displaystyle x_{0}\in \mathbb {R} ^{n}}, всякая окрестность {\displaystyle U_{\varepsilon }(x_{0})} которой содержит бесконечное число точек множества {\displaystyle E}.
{\displaystyle {\bigl (}1\Rightarrow 2{\bigr )}} Пусть {\displaystyle E} — ограниченное бесконечное подмножество пространства {\displaystyle \mathbb {R} ^{n}}. Возьмем в {\displaystyle E} последовательность различных точек
{\displaystyle x_{1},x_{2},\ldots }
Поскольку эта последовательность ограничена, в силу первой формулировки теоремы Больцано — Вейерштрасса из неё можно выделить подпоследовательность
{\displaystyle x_{k_{1}},x_{k_{2}},\ldots }
сходящуюся к некоторой точке {\displaystyle x_{0}\in \mathbb {R} ^{n}}. Тогда всякая окрестность точки {\displaystyle x_{0}} содержит бесконечное число точек множества {\displaystyle E}.
{\displaystyle {\bigl (}2\Rightarrow 1{\bigr )}} Обратно, пусть дана произвольная ограниченная последовательность точек пространства {\displaystyle \mathbb {R} ^{n}}:
{\displaystyle x_{1},x_{2},\ldots }
Множество значений {\displaystyle E} данной последовательности ограничено, но может быть как бесконечным, так и конечным. Если {\displaystyle E} конечно, то одно из значений {\displaystyle a\in E} повторяется в последовательности бесконечное число раз. Тогда эти члены образуют стационарную подпоследовательность (то есть последовательность, все элементы которой совпадают, начиная с некоторого), сходящуюся к точке {\displaystyle a}.
Если же множество {\displaystyle E} бесконечно, то в силу второй формулировки теоремы Больцано — Вейерштрасса, существует точка {\displaystyle x_{0}\in \mathbb {R} ^{n}}, в любой окрестности которой имеется бесконечное много различных членов последовательности.
Выберем последовательно для {\displaystyle m=1,2,\ldots } точки {\displaystyle x_{k_{m}}\in U_{1/m}(x_{0})}, соблюдая при этом условие возрастания номеров:
{\displaystyle k_{1}<k_{2}<\ldots }

## Доказательство
Теорема Больцано — Вейерштрасса выводится из свойства полноты множества действительных чисел. В наиболее известном варианте доказательства используется свойство полноты в форме принципа вложенных отрезков.

### Одномерный случай
Докажем, что из любой ограниченной числовой последовательности можно выделить сходящуюся подпоследовательность. Нижеизложенный способ доказательства называется методом Больцано, или методом деления пополам.
Пусть дана ограниченная числовая последовательность
{\displaystyle x_{1},x_{2},x_{3},\ldots }
Из ограниченности последовательности следует, что все её члены лежат на некотором отрезке числовой прямой, который обозначим {\displaystyle [a_{0},b_{0}]}.
Разделим отрезок {\displaystyle [a_{0},b_{0}]} пополам на два равных отрезка. По крайней мере, один из получившихся отрезков содержит бесконечное число членов последовательности. Обозначим его {\displaystyle [a_{1},b_{1}]}.
На следующем шаге повторим процедуру с отрезком {\displaystyle [a_{1},b_{1}]}: разделим его на два равных отрезка и выберем из них тот, на котором лежит бесконечное число членов последовательности. Обозначим его {\displaystyle [a_{2},b_{2}]}.
Продолжая процесс, получим последовательность вложенных отрезков
{\displaystyle [a_{0},b_{0}]\supset [a_{1},b_{1}]\supset [a_{2},b_{2}]\supset \ldots }
в которой каждый последующий является половиной предыдущего и содержит бесконечное число членов последовательности {\displaystyle \{x_{k}\}}.
Длины отрезков стремятся к нулю:
{\displaystyle |b_{m}-a_{m}|={\frac {|b_{0}-a_{0}|}{2^{m}}}\to 0}
В силу принципа вложенных отрезков Коши — Кантора, существует единственная точка {\displaystyle \xi }, принадлежащая всем отрезкам:
{\displaystyle a_{m}\leqslant \xi \leqslant b_{m},\;m=0,1,\ldots }
По построению на каждом отрезке {\displaystyle [a_{m},b_{m}]} лежит бесконечное число членов последовательности. Выберем последовательность
{\displaystyle x_{k_{m}}\in [a_{m},b_{m}],\;m=0,1,2,\ldots },
соблюдая при этом условие возрастания номеров:
{\displaystyle k_{0}<k_{1}<\ldots }
Тогда подпоследовательность {\displaystyle \{x_{k_{m}}\}} сходится к точке {\displaystyle \xi }. Это следует из того, что расстояние от {\displaystyle x_{k_{m}}} до {\displaystyle \xi } не превосходит длины содержащего их отрезка {\displaystyle [a_{m},b_{m}]}, откуда
{\displaystyle |x_{k_{m}}-\xi |\leqslant |b_{m}-a_{m}|\to 0}

### Распространение на случай пространства произвольной конечной размерности
Теорема Больцано — Вейерштрасса легко обобщается на случай пространства произвольной размерности.
Пусть дана последовательность точек пространства {\displaystyle \mathbb {R} ^{n}}:
{\displaystyle {\begin{matrix}x_{1}=(x_{1}^{(1)},x_{1}^{(2)},\ldots ,x_{1}^{(n)})\\x_{2}=(x_{2}^{(1)},x_{2}^{(2)},\ldots ,x_{2}^{(n)})\\\ldots \\\end{matrix}}}
(нижний индекс — номер члена последовательности, верхний — номер координаты). Если последовательность точек пространства {\displaystyle \mathbb {R} ^{n}} ограничена, то каждая из числовых последовательностей координат:
{\displaystyle x_{1}^{(\nu )},x_{2}^{(\nu )},\ldots }
также ограничена ({\displaystyle \nu =1,\ldots ,n} — номер координаты).
В силу одномерного варианта теоремы Больцано — Вейерштрасса из последовательности {\displaystyle \{x_{k}\}} можно выделить подпоследовательность точек {\displaystyle \{x_{k_{m}}\}}, первые координаты которых {\displaystyle \{x_{k_{m}}^{(1)}\}} образуют сходящуюся последовательность. Из полученной подпоследовательности ещё раз выделим подпоследовательность, сходящуюся по второй координате. При этом сходимость по первой координате сохранится в силу того, что всякая подпоследовательность сходящейся последовательности также сходится. И так далее.
После {\displaystyle n} шагов получим некоторую последовательность
{\displaystyle x_{r_{1}},x_{r_{2}},\ldots },
являющуюся подпоследовательностью {\displaystyle x_{1},x_{2},\ldots }, и сходящуюся по каждой из координат. Отсюда следует, что эта подпоследовательность сходится.

## История
Теорема Больцано — Вейерштрасса (для случая {\displaystyle n=1}) впервые была доказана чешским математиком Больцано в 1817 году.
В работе Больцано она выступала как лемма в доказательстве теоремы о промежуточных значениях непрерывной функции, известной теперь как теорема Больцано — Коши. Однако эти и другие результаты, доказанные Больцано задолго до Коши и Вейерштрасса, остались незамеченными.
Лишь через полвека Вейерштрасс, независимо от Больцано, заново открыл и доказал эту теорему.
Первоначально она называлась теоремой Вейерштрасса, до того как стали известны и получили признание работы Больцано.
Сегодня эта теорема носит имена Больцано и Вейерштрасса.
Нередко эту теорему называют леммой Больцано — Вейерштрасса, а иногда леммой о предельной точке.

## Теорема Больцано — Вейерштрасса и понятие компактности
Теорема Больцано — Вейерштрасса устанавливает следующее интересное свойство ограниченного множества {\displaystyle M\subset \mathbb {R} ^{n}}: всякая последовательность точек {\displaystyle M} содержит сходящуюся подпоследовательность.
При доказательстве различных предложений в анализе часто прибегают к следующему приему: определяют последовательность точек, обладающую каким-либо нужным свойством, а затем из неё выделяют подпоследовательность, также им обладающую, но уже сходящуюся. Например, именно так доказывается теорема Вейерштрасса о том, что непрерывная на отрезке функция ограничена и принимает свои наибольшее и наименьшее значения.
Эффективность подобного приема вообще, а также желание распространить теорему Вейерштрасса на произвольные метрические пространства, побудили в 1906 году французского математика Мориса Фреше ввести понятие компактности. Свойство ограниченных множеств в {\displaystyle \mathbb {R} ^{n}}, устанавливаемое теоремой Больцано—Вейерштрасса, заключается, образно говоря, в том, что точки множества располагаются достаточно «тесно», или же «компактно»: сделав бесконечное число шагов по этому множеству, мы непременно сколь угодно близко подойдем к какой-то точке пространства.
Фреше вводит следующее определение: множество {\displaystyle M} называется компактным, или же компактом, если всякая последовательность его точек содержит подпоследовательность, сходящуюся к некоторой точке этого множества. При этом предполагается, что на множестве {\displaystyle M} определена метрика, то есть оно является метрическим пространством, либо подмножеством метрического пространства.
Если исходить из этого определения, то не всякое ограниченное множество {\displaystyle M\subset \mathbb {R} ^{n}} является компактным: подпоследовательность точек из {\displaystyle M} может сходиться к точке, уже не принадлежащей этому множеству. Однако замыкание ограниченного множества уже будет компактом. Тем самым теорема Больцано — Вейерштрасса устанавливает достаточное условие компактности в пространстве {\displaystyle \mathbb {R} ^{n}}: для того чтобы множество {\displaystyle M\subset \mathbb {R} ^{n}} было компактным достаточно, чтобы оно было замкнутым и ограниченным. Нетрудно убедиться в необходимости этих условий (это намного проще, чем доказать достаточность).
Таким образом, с точки зрения общего определения компактности роль теоремы Больцано — Вейерштрасса заключается в том, что она устанавливает критерий компактности в пространстве {\displaystyle \mathbb {R} ^{n}}: компакты в {\displaystyle \mathbb {R} ^{n}} — в точности замкнутые ограниченные множества.